# اف‌پی‌وی

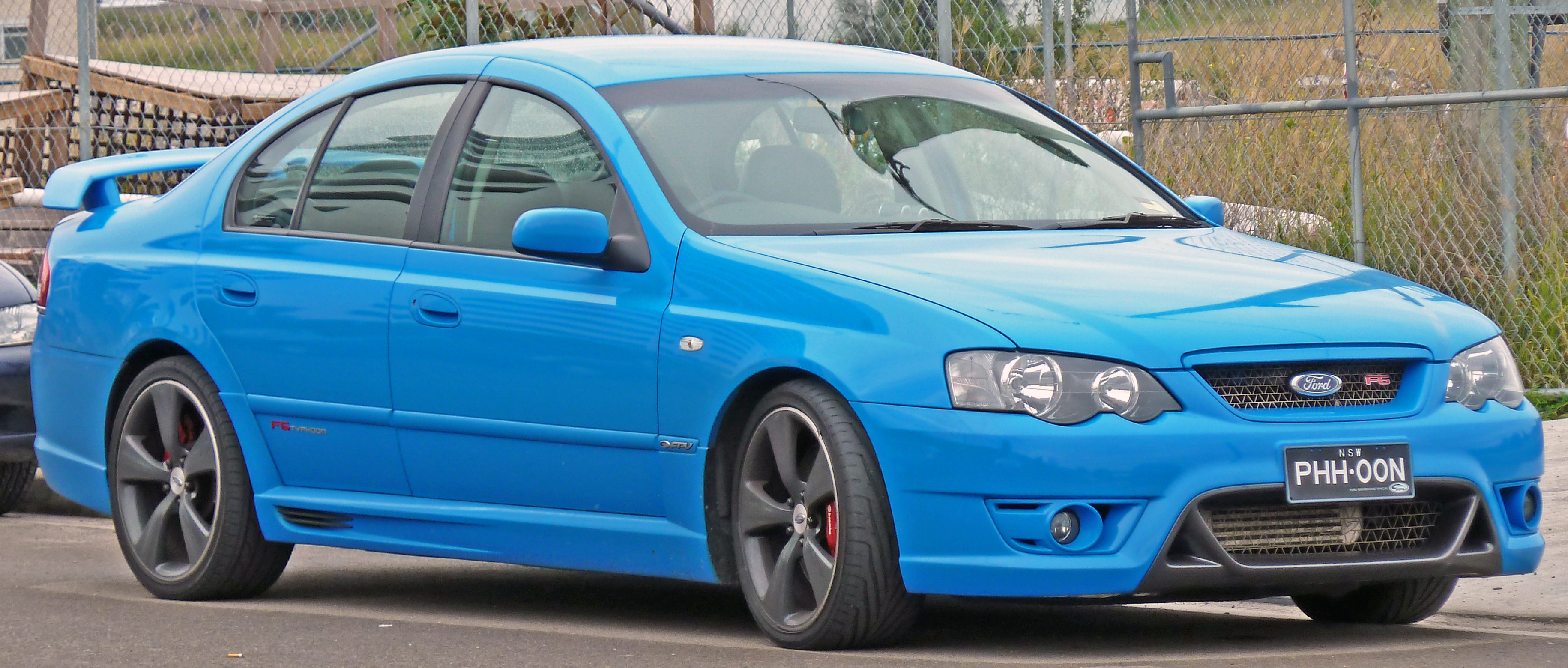
اف‌پی‌وی اف۶

اف‌پی‌وی، (به انگلیسی: Ford Performance Vehicles) شرکت خودروسازی استرالیایی است، که در زمینه مونتاژ، تولید و تیونینگ خودرو ، همچنین تولید موتورهای اتومبیل، فعالیت می‌کند. دفتر مرکزی و کارخانه تولیدی شرکت اف‌پی‌وی در شهر ملبورن، استرالیا قرار دارد.
شرکت اف‌پی‌وی در سال ۲۰۰۲ توسط شرکت فورد استرالیا راه‌اندازی شد و در حال حاضر علاوه بر تولید و مونتاژ خودرو برای فورد استرالیا، در حوزه تیونینگ اتومبیل‌های فورد نیز فعالیت گسترده‌ای دارد. این شرکت هم‌اکنون اقدام به طرااحی و ساخت چند مدل جدید با برند اف‌پی‌وی نموده، که برای نمونه می‌توان به اف‌پی‌وی اف۶، اف‌پی‌وی جی‌تی و اف‌پی‌وی اف۶ تایفون اشاره کرد.

## نگارخانه

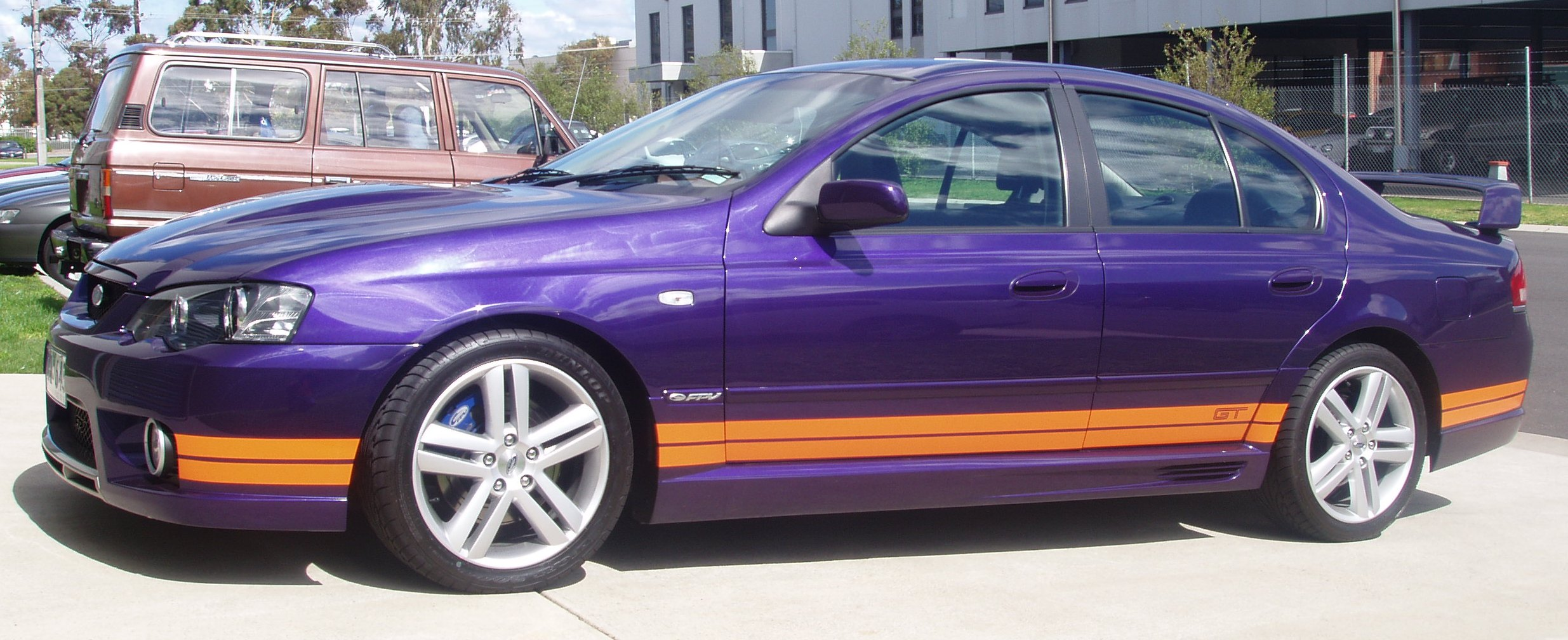
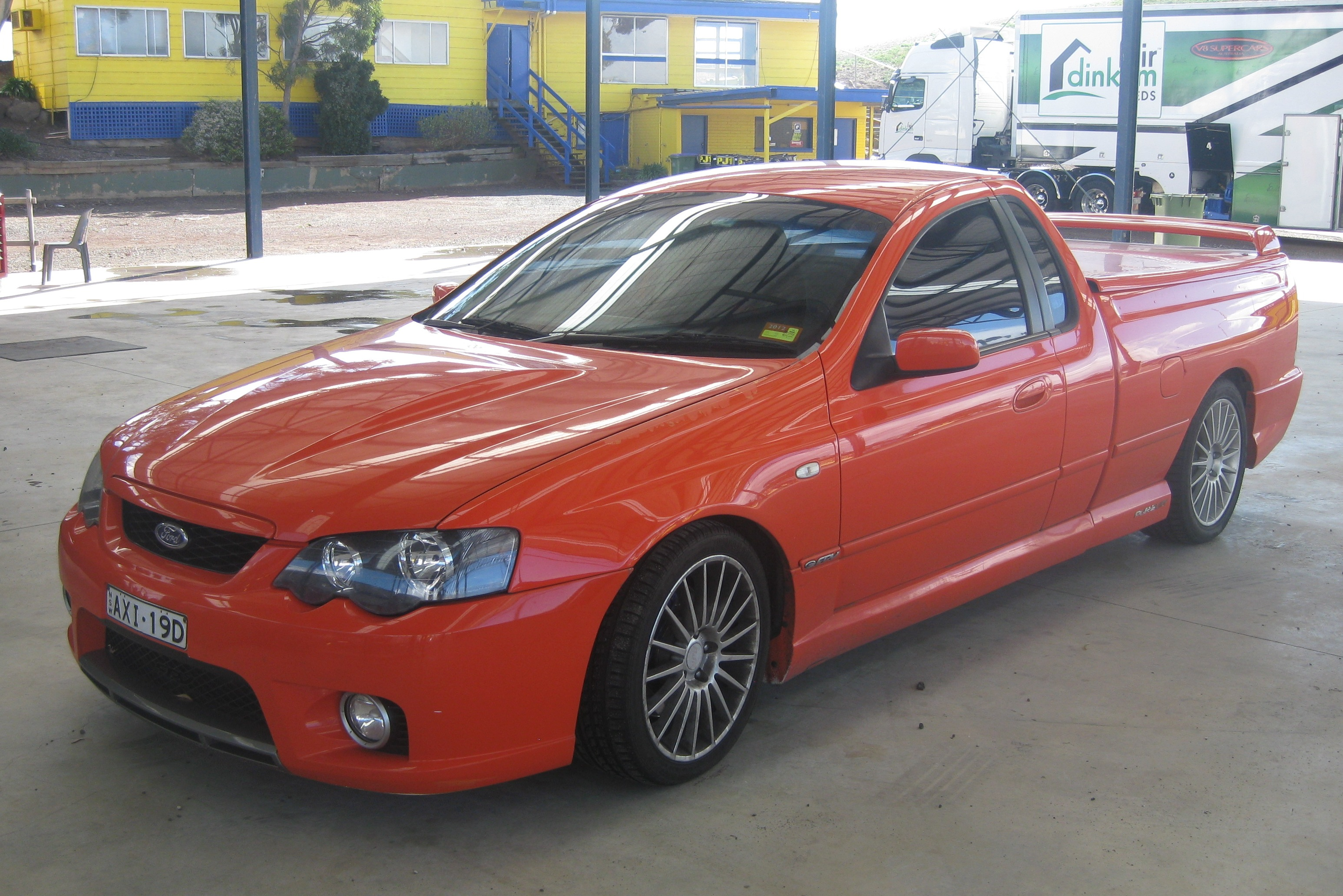
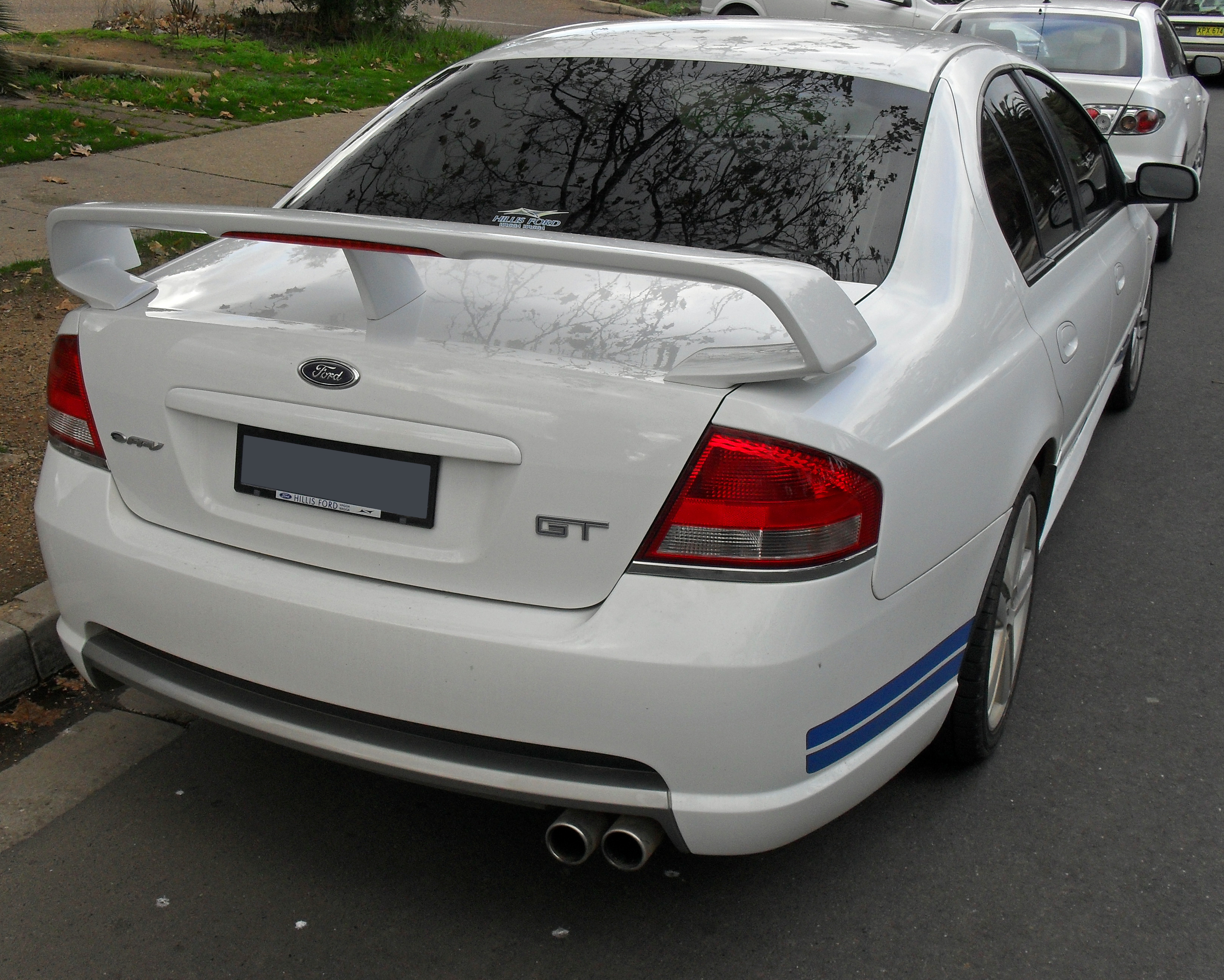
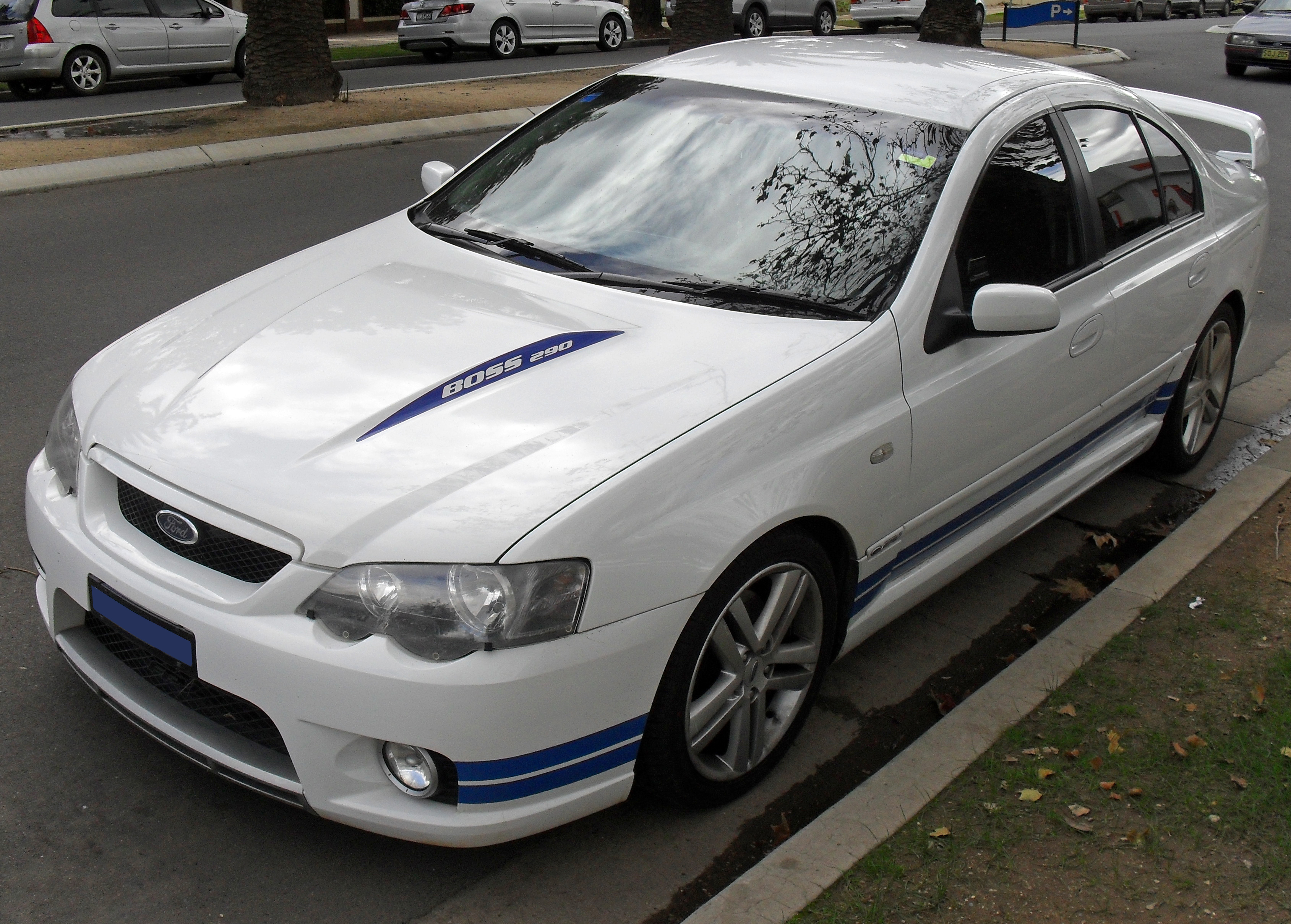